# Grenade aux Jeux olympiques d'été de 2004
La Grenade a envoyé cinq athlètes aux Jeux olympiques de 2004 à Athènes en Grèce.

## Résultats

### Athlétisme
400 m homme :
- Alleyne Francique : 4e place au classement final

triple sauts homme :
- Randy Lewis : 1re ronde

400 m femme :
- Hazel-Ann Regis : Demi-finale

### Natation
50 m style libre homme :
- Johnathan Steele : 65e place au classement final

100 m brasse femme :
- Melissa Ashby : 45e place au classement final

## Officiels
- Président : Royston La Hee
- Secrétaire général : Veda Bruno-Victor